# Lliga Comunitat 2023-24
La temporada 2023-24 de la Lliga Comunitat de fútbol corresponde a la primera edición de este campeonato que ocupa el sexto nivel en el sistema de ligas de fútbol de España en la Comunidad Valenciana. Comenzó el 9 de septiembre de 2023 y finalizó el 19 de mayo de 2024. Posteriormente, a partir del  26 de mayo se disputó la promoción de ascenso al grupo VI de Tercera Federación.

## Sistema de competición
La liga consta de 32 clubes distribuidos por proximidad geográfica en dos grupos de 16 equipos, en el grupo norte se incluyen los equipos de la Provincia de Castellón y los de la mitad norte de la Provincia de Valencia, mientras que en el grupo sur se incluyen los equipos del sur de la Provincia de Valencia y los de la Provincia de Alicante. El campeón de cada grupo asciende directamente al grupo VI de Tercera Federación, mientras que el segundo y tercer clasificado de cada grupo disputa la fase de ascenso, cuyo ganador asciende igualmente de categoría.
Los tres últimos clasificados de cada grupo descienden directamente a Lliga Primera FFCV.

## Clasificaciones

### Grupo Norte
| Pos. | Equipo                  | Pts. | PJ | G  | E  | P  | GF | GC | Dif. |                                            |
| ---- | ----------------------- | ---- | -- | -- | -- | -- | -- | -- | ---- | ------------------------------------------ |
| 1    | U. D. Vall de Uxó       | 69   | 30 | 21 | 6  | 3  | 48 | 11 | +37  | Ascenso a Tercera Federación               |
| 2    | C. D. Almazora          | 52   | 30 | 15 | 7  | 8  | 46 | 38 | +8   | Promoción de ascenso a Tercera Federación  |
| 3    | Ribarroja C. F.         | 48   | 30 | 13 | 9  | 8  | 48 | 33 | +15  | Promoción de ascenso a Tercera Federación  |
| 4    | C. D. L' Alcora         | 48   | 30 | 14 | 6  | 10 | 48 | 41 | +7   |                                            |
| 5    | C. D. Onda              | 47   | 30 | 14 | 5  | 11 | 45 | 35 | +10  |                                            |
| 6    | Recambios Colón C. D.   | 47   | 30 | 12 | 11 | 7  | 45 | 36 | +9   |                                            |
| 7    | S. D. Sueca             | 43   | 30 | 12 | 7  | 11 | 32 | 34 | −2   |                                            |
| 8    | Manises C. F.           | 41   | 30 | 11 | 8  | 11 | 39 | 42 | −3   |                                            |
| 9    | C. D. Buñol             | 41   | 30 | 10 | 11 | 9  | 32 | 27 | +5   |                                            |
| 10   | Alqueríes C. F.         | 38   | 30 | 9  | 11 | 10 | 38 | 38 | 0    |                                            |
| 11   | S. C. Requena           | 36   | 30 | 8  | 12 | 10 | 28 | 34 | −6   |                                            |
| 12   | C. F. Nou Jove Castelló | 34   | 30 | 8  | 10 | 12 | 32 | 50 | −18  |                                            |
| 13   | U. D. Aldaia C. F.      | 30   | 30 | 6  | 12 | 12 | 34 | 40 | −6   | Descenso a Lliga Primera FFCV por arrastre |
| 14   | Paiporta C. F.          | 30   | 30 | 7  | 9  | 14 | 28 | 43 | −15  | Descenso a Lliga Primera FFCV              |
| 15   | Alboraya U. D.          | 26   | 30 | 6  | 8  | 16 | 40 | 54 | −14  | Descenso a Lliga Primera FFCV              |
| 16   | U. E. L'Alcúdia         | 19   | 30 | 3  | 10 | 17 | 24 | 50 | −26  | Descenso a Lliga Primera FFCV              |

Actualizado a los partidos jugados el 19 de mayo de 2024.
 Fuente: Futbolme

### Grupo Sur
| Pos. | Equipo                               | Pts. | PJ | G  | E  | P  | GF | GC | Dif. |                                           |
| ---- | ------------------------------------ | ---- | -- | -- | -- | -- | -- | -- | ---- | ----------------------------------------- |
| 1    | C. F. Benidorm                       | 69   | 30 | 21 | 6  | 3  | 57 | 26 | +31  | Ascenso a Tercera Federación              |
| 2    | Crevillente Deportivo                | 58   | 30 | 17 | 7  | 6  | 52 | 26 | +26  | Promoción de ascenso a Tercera Federación |
| 3    | C. D. Olímpic                        | 51   | 30 | 15 | 6  | 9  | 37 | 26 | +11  | Promoción de ascenso a Tercera Federación |
| 4    | C. F. U. D. Calpe                    | 51   | 30 | 15 | 6  | 9  | 45 | 32 | +13  |                                           |
| 5    | C. D. Eldense "B"                    | 47   | 30 | 14 | 5  | 11 | 48 | 39 | +9   |                                           |
| 6    | F. B. Redován C. F.                  | 43   | 30 | 13 | 4  | 13 | 38 | 41 | −3   |                                           |
| 7    | C. F. I. Alicante                    | 41   | 30 | 11 | 8  | 11 | 43 | 43 | 0    |                                           |
| 8    | C. F. U. E. Tavernes de la Valldigna | 41   | 30 | 11 | 8  | 11 | 41 | 38 | +3   |                                           |
| 9    | Hércules C. F. B                     | 37   | 30 | 9  | 10 | 11 | 39 | 35 | +4   |                                           |
| 10   | C. D. Dénia                          | 35   | 30 | 10 | 5  | 15 | 29 | 41 | −12  |                                           |
| 11   | C. D. Tháder                         | 35   | 30 | 10 | 5  | 15 | 37 | 61 | −24  |                                           |
| 12   | L'Olleria C. F.                      | 34   | 30 | 9  | 7  | 14 | 44 | 51 | −7   |                                           |
| 13   | C. F. La Nucía "B"                   | 34   | 30 | 9  | 7  | 14 | 27 | 42 | −15  |                                           |
| 14   | Santa Pola C. F.                     | 33   | 30 | 9  | 6  | 15 | 31 | 35 | −4   | Descenso a Lliga Primera FFCV             |
| 15   | Callosa Deportiva C. F.              | 31   | 30 | 9  | 4  | 17 | 35 | 42 | −7   | Descenso a Lliga Primera FFCV             |
| 16   | C. D. Jávea                          | 29   | 30 | 7  | 8  | 15 | 29 | 54 | −25  | Descenso a Lliga Primera FFCV             |

Actualizado a los partidos jugados el 19 de mayo de 2024.
 Fuente: Futbolme

## Promoción de ascenso a Tercera Federación

### Eliminatoria de Semifinales
| Ida; 26 de mayo de 2024, 19:30 | C. D. Olímpic | 0:0     | C. D. Almazora | Estadio de la Murta, Játiva |                           |
|                                |               | Reporte |                | Árbitro(s): Quiles García   | Árbitro(s): Quiles García |

| Vuelta; 2 de junio de 2024, 19:30 | C. D. Almazora                                                  | 3:2 (1:1) (0:0) | C. D. Olímpic                      | José Manuel Pesudo, Almazora |                           |
|                                   | Alejandro González 82' · Rubén Fonte 97' · Salvador Llueca 109' | Reporte         | Aarón Cardós 53' · Álex Tormo 115' | Árbitro(s): López Domingo    | Árbitro(s): López Domingo |

| Pasa a la final C. D. Almazora |

| Ida; 26 de mayo de 2024, 18:00 | Ribarroja C. F. | 0:0     | Crevillente Deportivo | Estadio Roberto Gil, Ribarroja del Turia |                        |
|                                |                 | Reporte |                       | Árbitro(s): Cheza Boix                   | Árbitro(s): Cheza Boix |

| Vuelta; 2 de junio de 2024, 18:00 | Crevillente Deportivo                | 2:0 (0:0) (0:0) | Ribarroja C. F. | Enrique Miralles Miralles, Crevillente |                          |
|                                   | Francisco Mas 95' · Jorge Pastor 98' | Reporte         |                 | Árbitro(s): Pérez Parets               | Árbitro(s): Pérez Parets |

| Pasa a la final Crevillente Deportivo |

### Eliminatoria FINAL
| Ida; 8 de junio de 2024, 19:00 | C. D. Almazora | 0:2 (0:1) | Crevillente Deportivo                     | José Manuel Pesudo, Almazora        |                                     |
|                                |                | Reporte   | Miguel Román 45' · Guillermo Martínez 70' | Árbitro(s): Sánchez-Ferragut Calvet | Árbitro(s): Sánchez-Ferragut Calvet |

| Vuelta; 16 de junio de 2024, 18:00 | Crevillente Deportivo                                   | 5:2 (3:1) (Global 7:2) | C. D. Almazora                      | Enrique Miralles Miralles, Crevillente |                          |
|                                    | Guillermo Martínez 17' 35' 42' 57' · Segundo Amorós 81' | Reporte                | Rubén Fonte 8' · Adrián Beltrán 82' | Árbitro(s): Adrián Arcas               | Árbitro(s): Adrián Arcas |

| Asciende Crevillente Deportivo |

| Asciende a Tercera Federación |